# Parco archeologico di Poggibonsi
Il Parco archeologico di Poggibonsi (Parco Archeologico e Tecnologico di Poggio Imperiale) è un parco archeologico, con rievocazione storica dell'Alto Medioevo tra il IX e il X secolo d.C., situato presso il comune di Poggibonsi, in provincia di Siena. Il parco è l'unico museo all'aperto italiano dedicato al periodo dell'Alto Medioevo. Il parco caratterizza il suo sistema di comunicazione culturale basandosi sull'archeologia sperimentale e sul concetto di "storia vissuta": un approccio interattivo tra i visitatori e i reperti archeologici esposti. Tra il 2015 e il 2017 il parco ha ricevuto vari premi e riconoscimenti.

## Parco e contesto storico
Il parco archeologico e le sue strutture si trovano sulla sommità del colle denominato Poggio Imperiale (Monte Imperiale, anticamente Mons Imperialis), che sovrasta la cittadina di Poggibonsi. Il colle è interamente circondato dalla cinta muraria della Fortezza di Poggio Imperiale, una delle realizzazioni difensive più importanti tra quelle commissionate da Lorenzo de' Medici. Dal colle, che ha visto in passato la costruzione di varie abitazioni e cittadelle fortificate, si possono osservare i castelli di Badia e di Strozzavolpe, oltre che la basilica di San Lucchese, patrono della città. Più in lontananza, è possibile scorgere le torri del comune di San Gimignano, importantissimo centro turistico della zona.
Nonostante l'archeodromo rievochi con le sue attività, il periodo compreso tra il IX e il X secolo d.C., le strutture rivelate dai numerosi scavi archeologici sono collocabili in un periodo di tempo molto più ampio: si passa dalle strutture più antiche risalenti al V-VI secolo d.C., fino a considerare la Fortezza di Poggio Imperiale, datata 1472. Grazie ad una collaborazione che ha coinvolto il Comune di Poggibonsi e l'Università degli Studi di Siena, il parco è stato inaugurato nell'anno 2003, dopo circa 10 anni di lavori. Le operazioni archeologiche effettuate dal 1993 hanno portato alla luce i resti di varie strutture abitative di un villaggio alto-medievale, e delle sue varie fasi di evoluzione.
Nell'anno 2014 il Comune di Poggibonsi ha commissionato lavori di ristrutturazione sull'intera zona del parco archeologico: grazie alla costruzione della camminata panoramica, lungo le mura della Fortezza, è oggi possibile visitare tutti i punti del parco con i numerosi pannelli esplicativi. I visitatori hanno la possibilità di percorrere 5 tipologie di percorsi tematici:
- Archeologico
- Storico-architettonico
- Geologico-morfologico
- Naturalistico-ambientale
- Panoramico-monumentale

### Servizi offerti
Il Cassero (edificio soprastante alla Fortezza di Poggio Imperiale) serve, oltre che da raccolta documentale e punto di riferimento del "sistema parco", anche da centro polivalente con sala congressi, laboratori archeologici, laboratori informatici, foresteria, servizi di ristorazione e libreria. Il parco dispone dei seguenti servizi didattico-culturali, gestiti e organizzarti dalla società Archeòtipo srl - Servizi per i Beni Culturali, affiliata all'Università degli studi di Siena: laboratori didattici e campi solari (campi estivi) per bambini, eventi e feste a tema medievale, iniziative culturali di archeologia sperimentale e visite guidate del parco.

#### Archeoterapia
Il Parco archeologico offre uno speciale servizio di archeoterapia, rivolto a pazienti psichiatrici e con disabilità. Il contatto con la storia, l'archeologia e le varie attività artistiche affini, ha come obiettivo la stimolazione del lavoro di squadra e delle capacità mentali dei pazienti. I trattamenti messi a disposizione dal parco sono suddivisi in due categorie, in base alle esigenze mediche e psicologiche:
- Attività archeologiche: attività tipiche della figura dell'archeologo (restauro di reperti, ricerca sul campo, attività di scavo...)
- Attività di archeologia sperimentale: riproduzione in laboratorio delle attività tipiche della società nel periodo storico di riferimento

### Premi e riconoscimenti
- Premio nazionale Riccardo Francovich, conferito dalla Società degli Archeologi Medievisti Italiani (settembre 2015): « [...] migliore sintesi tra rigore dei contenuti scientifici ed efficacia nella comunicazione degli stessi verso il pubblico dei non specialisti.»[9]
- Premio Italia medievale, conferito dall'Associazione Culturale Italia Medievale (settembre 2016)[10]
- Premio Art Bonus, conferito da Ales S.p.A e LuBec - Lucca Beni culturali (febbraio 2017)[11]

## Gli scavi archeologici
Gli scavi archeologici che si sono protratti dal 1993 fino al 2007, curati dall'Insegnamento di Archeologia Medievale dell'Università degli studi di Siena, hanno smentito le fonti documentarie primarie. Queste fanno riferimento al sito di Poggio Imperiale solo nel XII secolo d.C. (per la prima volta), mentre gli scavi hanno mostrato che il sito era abitato anche in età molto anteriore.

### Nascita dell'azienda curtense
Sulla sommità del poggio si trova l'insediamento più antico del parco: un gruppo di cinque abitazioni di forma rettangolare risalenti al V-VI secolo d.C. Insieme alle varie strutture lavorative (cisterna, calcara, macelleria...), posizionate subito in prossimità delle abitazioni, è possibile constatare gli inizi di una vera e propria azienda curtense. Le abitazioni prendono il nome di "case in terra", perché le pareti delle abitazioni erano letteralmente posizionate sul terreno, con uno zoccolo in muratura, senza delle vere e proprie fondamenta. Il tetto delle costruzioni era invece in laterizi.

#### Il villaggio longobardo
Il villaggio longobardo risale ad un periodo compreso tra la fine del VI secolo d.C. e gli inizi del IX secolo d.C., ed è la diretta conseguenza di un "ammodernamento" del gruppo di "case in terra". Le vecchie abitazioni vengono sostituite: appaiono capanne in legno dalla pianta circolare, questa volta seminterrate. Quasi ogni abitazione era fornita di uno spazio esterno privato, delimitato da un recinto. La dimensioni approssimative andavano da un minimo di 20 a un massimo di 50 metri quadri.

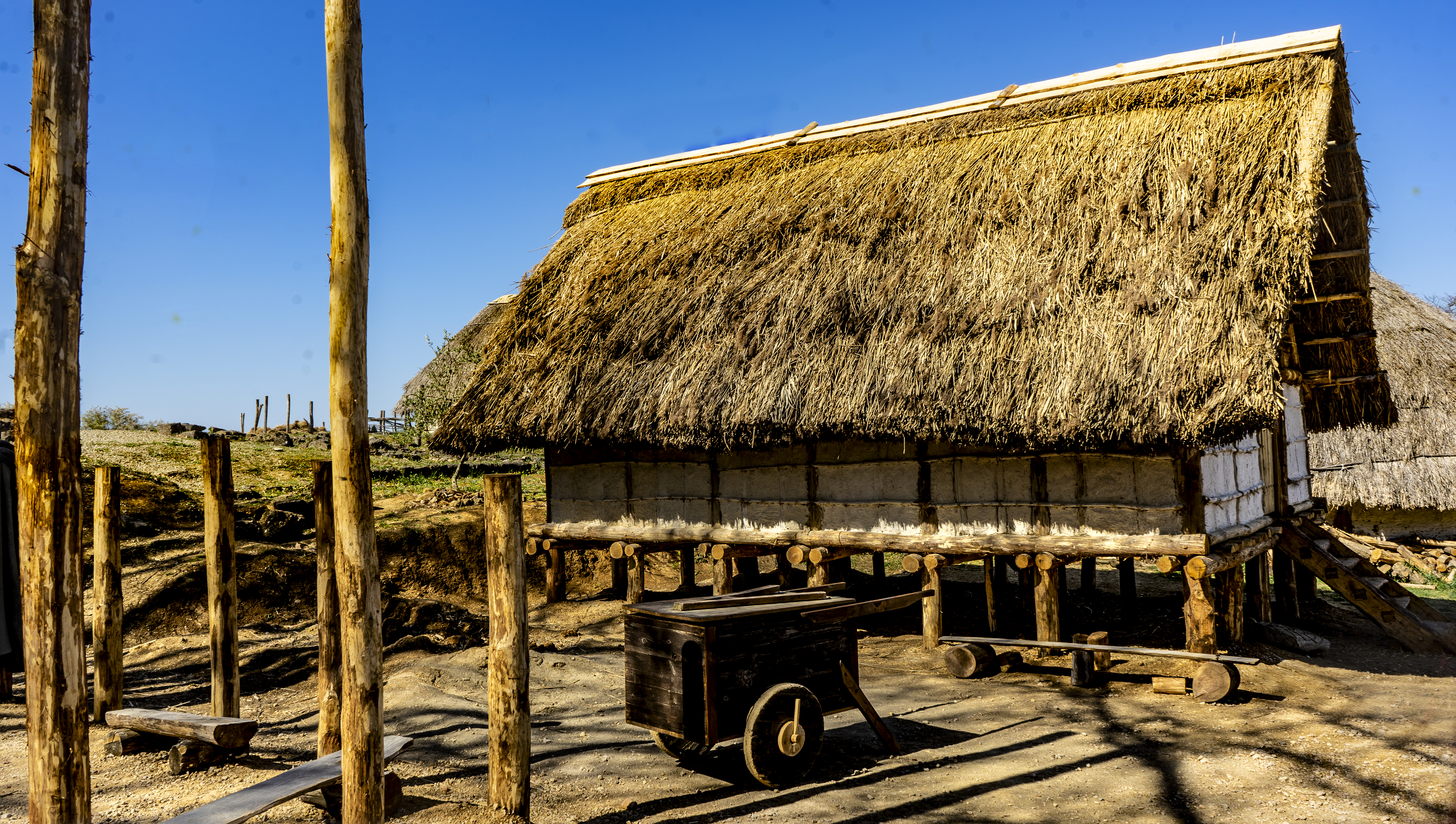
Il Granaio della Curtis Carolingia, ricostruita dall'archeodromo di Poggibonsi.

Particolarità del villaggio longobardo è un cambiamento nell'architettura dell'abitato risalente all'VIII secolo d.C.: il numero di capanne sembra essere aumentato e raggruppato intorno a una corte principale, probabile conseguenza dell'arrivo in città di un personaggio dall'alto rango sociale. La principale fonte economica del periodo consisteva nell'allevamento di ovini.

#### Lacurtisdi periodo franco
Sul finire del periodo franco, approssimativamente durante il IX secolo d.C., il villaggio subisce un'ulteriore trasformazione, andando a definire la vera e propria azienda curtense oggi ricostruita dall'archeodromo. La curtis al suo completo rivela un'attività economica più complessa, con un maggior numero di strutture (si sono trovati resti di vari granai, pollai, forge, attività artigianali e fornaci), tutte raccolte intorno all'abitazione principale: la casa lunga residenza del signore del villaggio. Il nucleo di abitazioni diventa così un probabile centro direzionale nella zona della Valdelsa.

### Fondazione diPodium Bonizi
Dalla fine del periodo franco fino alla prima metà del XII secolo d.C. è probabile che il villaggio sia stato abbandonato. In seguito, nel 1155, Guido Guerra III Guidi dei conti Guidi costruisce con l'alleanza di Siena Podium Bonizi (Poggio Bonizio), un grande castello lungo la via Francigena, dove si svilupperà con il tempo un nucleo abitato. Nell'anno 1185 la città si costituì comune con il benestare dell'imperatore Federico Barbarossa, dotandosi quindi di podestà e di propri consoli.
Rispetto alla curtis del IX secolo, che sorgeva nello stesso luogo, lo sviluppo architettonico è notevole: gli scavi hanno scoperto costruzioni in muratura di grandi dimensioni, abitazioni di due piani dotate di corte interna. Erano poi presenti due chiese con annessi cimiteri e una piazza con cisterna comune.

#### Incremento demografico e distruzione
A partire dal XIII secolo d.C., sulla collina si registra un notevole incremento demografico: le stime arrivano a circa 5000-7000 abitanti. Le cause dell'incremento sono da cercarsi nel successo delle attività economiche, dei commerci a lunga distanza e dall'aumento delle attività artigianali locali. La città viene ingrandita e le abitazioni vengono ristrutturate.
Nell'anno 1270, la città viene assediata e completamente distrutta dalle milizie guelfe fiorentine, appoggiate dall'esercito di Carlo I d'Angiò, in seguito alla precedente battaglia nel vicino comune di Colle Val d'Elsa (1269).

### Mons Imperialis

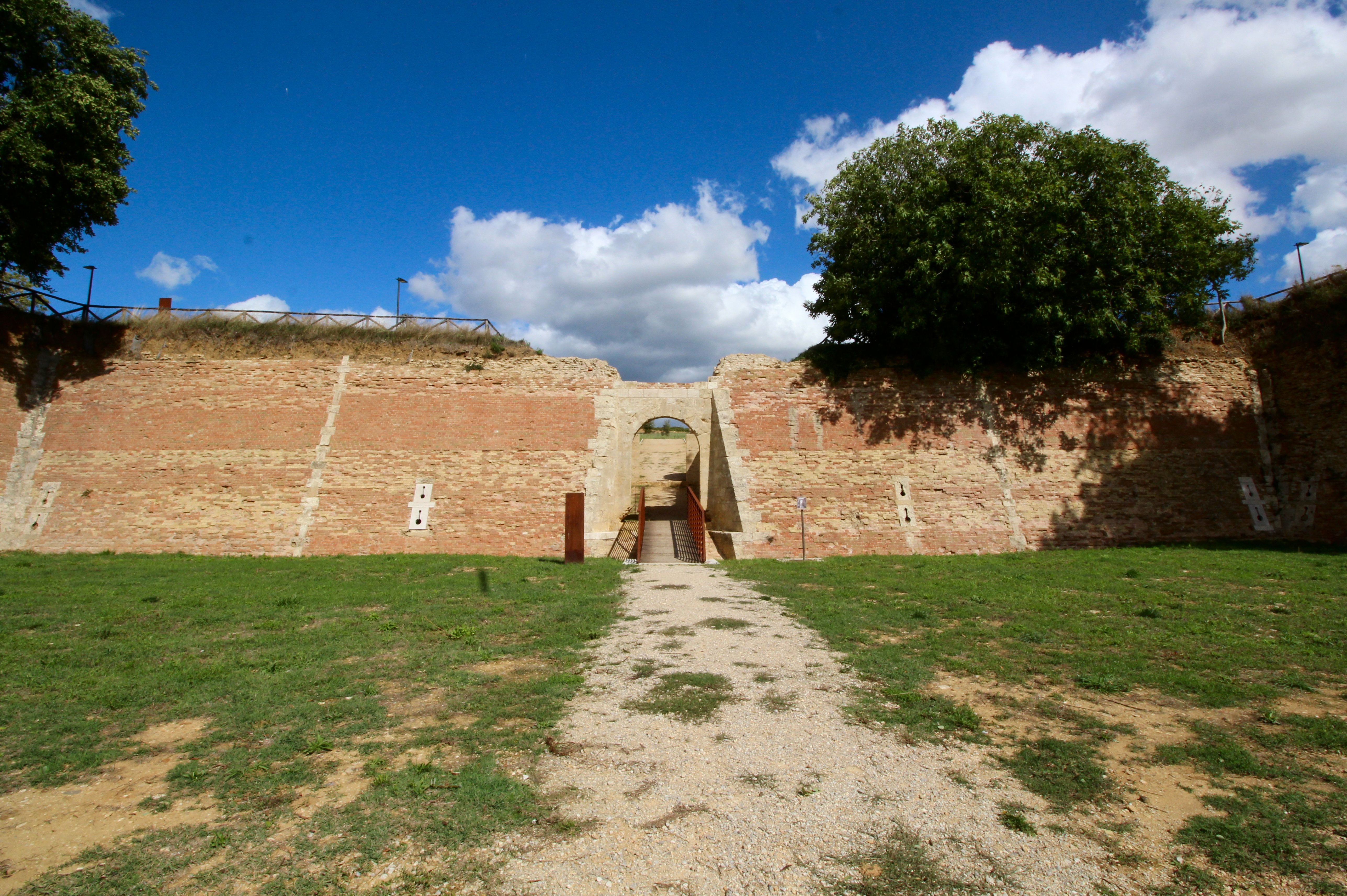
La fortezza di Poggio Imperiale

Successivamente alla distruzione del 1270, il poggio rimane disabitato per oltre 40 anni, fino al XIV secolo d.C. Nel 1313 Arrigo VII (Enrico VII di Lussemburgo) porta avanti la ricostruzione della città, con il nome di Mons Imperialis (oggi Poggio Imperiale). Tuttavia, la morte precoce dell'imperatore 5 mesi più tardi e il nuovo attacco delle milizie fiorentine portano alla prematura interruzione del progetto di ricostruzione. Contemporaneamente agli eventi di Podium Bonizi e Mons Imperialis, si inizia a formare nella valle sottostante Borgo di Marte (poi Borgo Marturi), primo nucleo dell'attuale comune di Poggibonsi.

#### Fortezza di Poggio Imperiale
Dall'anno 1472, Lorenzo il Magnifico commissiona la costruzione di una grande fortezza (fortezza di Poggio Imperiale), in rafforzamento del confine meridionale del territorio fiorentino. Il progetto, di cui era incaricato l'architetto Giuliano da Sangallo, non fu terminato a causa della conquista del territorio di Siena da parte di Firenze. La fortezza si rese quindi inutile.

## Il museo
Il piccolo museo è situato all'interno della struttura del Cassero, soprastante la Fortezza. L'inaugurazione è avvenuta nell'anno 2003, in concomitanza con l'apertura del parco archeologico; nel 2011 il museo ha avuto una riorganizzazione che ne ha riqualificato gli spazi espositivi. All'interno della struttura si possono trovare varie ricostruzioni illustrate e fotografie di scavo, accompagnate da testi descrittivi. Sono inoltre presenti numerosi plastici ricostruttivi con le parti più significative degli edifici rinvenuti (arredi e strumenti artigianali) e una limitata selezione di materiali.
Il museo è organizzato secondo 4 sale:
1. Prima sala: evoluzione del villaggio alto-medievale (dal V al X secolo d.C.)
2. Seconda sala: storia del castello costruito da Guido Guerra dei Conti Guidi (dalla fondazione nel 1155 alla distruzione nel 1270)
3. Terza sala: storia della costruzione della fortezza medicea e rioccupazione della zona da parte di Arrigo VII nel 1313
4. Quarta sala (sala polivalente): dedicata all'archeologo Riccardo Francovich

## L'Archeodromo e la ricostruzione storica

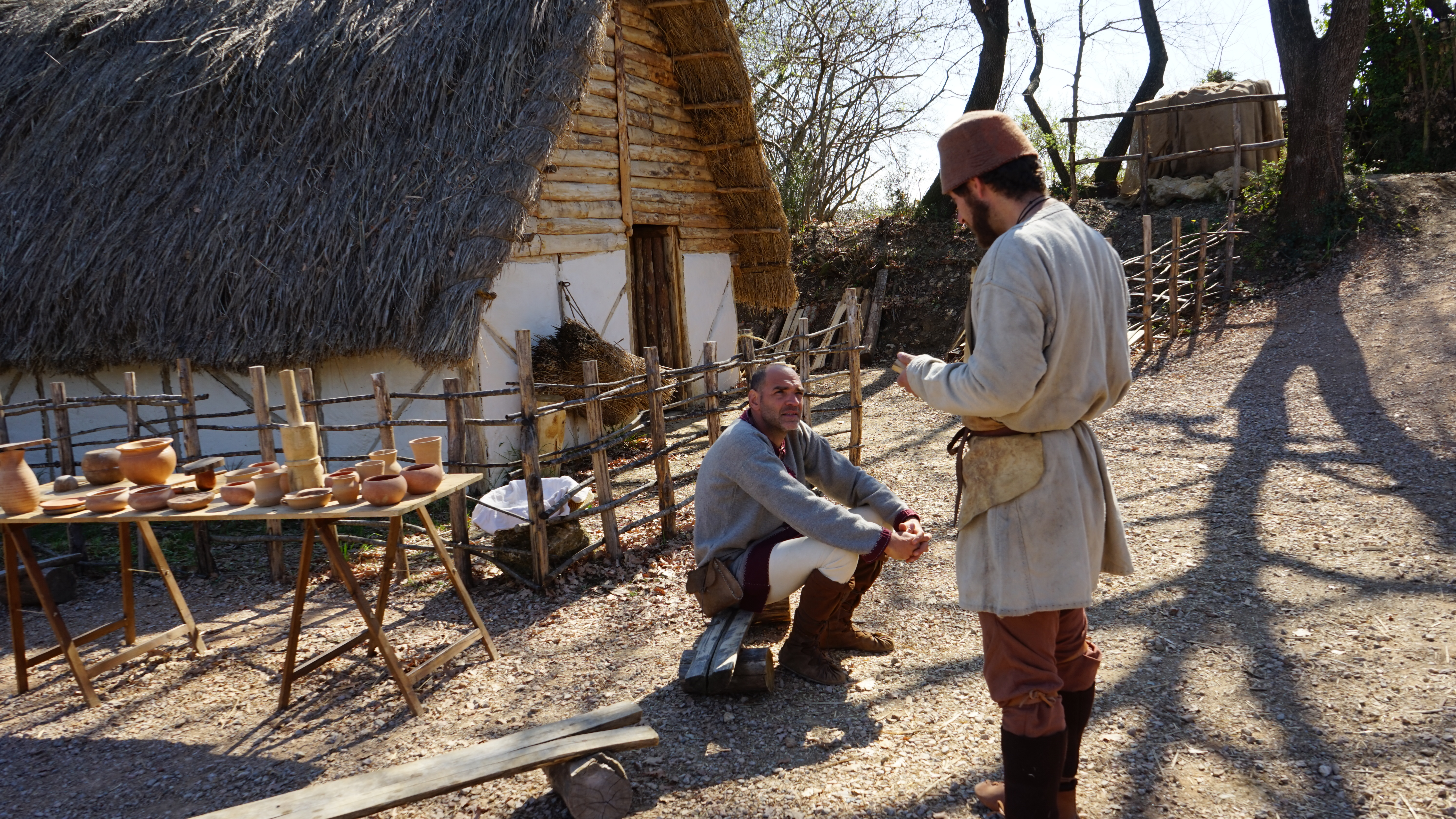
Spiegazione didattica in atto presso il parco archeologico di Poggibonsi

L'Archeodromo del parco nasce nel 2014, con la prima fase di un progetto congiunto tra il Comune di Poggibonsi e la Fondazione musei senesi. Il progetto è stato finanziato dall'azienda Arcus s.p.a. e realizzato dall’insegnamento di Archeologia Cristiana e Medievale del Dipartimento di Scienze Storiche e Beni Culturali dell’Università degli Studi di Siena. L'Archeodromo riproduce in scala 1:1 la scoperta più rilevante dell'intero parco archeologico: il villaggio di periodo franco. Oltre alle piccole abitazioni, è stata riprodotta quasi nella sua interezza l'azienda curtense risalente al IX secolo d.C. La struttura della ricostruzione riprende quella del villaggio originale, composto da una residenza padronale (la casa lunga) di 17 x 8,5 metri, al centro di un gruppo di costruzioni più piccole, adibite alle attività artigianali e all'immagazzinamento di generi alimentari (forgia del fabbro, pagliaio, pollaio, forno del pane...).
È in progetto l'ampliamento del villaggio, con l'aggiunta di ulteriori ricostruzioni: macelleria, fornace di ceramica, granaio, capanne dei dipendenti e altre strutture accessorie per lo sfruttamento dei terreni agricoli. Il progetto persegue la ricostruzione di 17 strutture in totale, tutte riscontrate nello scavo.
All'Archeodromo sono attivi due progetti di Laurea di ricostruzione sperimentale, curati da due studenti dell'Università degli studi di Siena:
- Orto di Gottfried: l'Orto di Gottfried è un progetto di Laurea Magistrale incentrato sulla ricostruzione sperimentale di un orto altomedievale. Nello specifico, il progetto riguarda la progettazione e la messa in opera di un orto del IX secolo d.C.. Il progetto, tuttora in attività, è iniziato nell'estate del 2019 con la costruzione delle aree ortive nei pressi della capanna C1 e della casa lunga[14]
- La birra di Thore': La birra di Thore è un progetto di Laurea Triennale incentrato sulla ricostruzione sperimentale di un'area di coltivazione del luppolo. Nello specifico il progetto tratta tutti i processi della produzione della birra del periodo altomedievale a fermentazione spontanea[senza fonte]

### Atti di vandalismo
Nel mese di gennaio 2015, dei vandali hanno danneggiato e strappato uno dei cartelli illustrativi posti in prossimità dell'Archeodromo. Durante il periodo di chiusura del parco archeologico, a causa della Pandemia di COVID-19 in Italia, le strutture dell'Archeodromo hanno subito altri atti vandalici di varia entità:
- Maggio 2020: nel mese di maggio 2020 alcuni vandali hanno danneggiato gravemente l'Orto di Gottfried, estirpando le piante e causando danni strutturali alla tettoia dell'orto stesso[16]
- Febbraio 2021: nel mese di febbraio 2021 la struttura del forno è stata gravemente danneggiata, insieme ad alcune recinzioni poste intorno alle abitazioni[17]
- Aprile 2021: nel mese di aprile 2021 il forno è stato nuovamente danneggiato insieme al tetto di una delle strutture abitative ricostruite[18]